# 八王子ロングディスタンス
八王子ロングディスタンス（はちおうじロングディスタンス）は、毎年11月下旬に東京都八王子市の上柚木公園陸上競技場で開催される陸上競技大会。主催は東日本実業団陸上競技連盟、八王子市陸上競技協会。コニカミノルタ陸上競技部が運営協力を行う。

## 概要
毎年11月下旬に行われる陸上長距離種目の記録会。競技種目は男子10000m、女子5000m。
近年では国内屈指の長距離選手が数多く出場しており、2014年には鎧坂哲哉（旭化成）が10000mの国内レース日本人最高記録をマーク。翌2015年には同種目で鎧坂哲哉と村山紘太（旭化成）が14年ぶりに高岡寿成の保持していた日本記録を上回るタイムを記録するなど、国内有数の高記録が生まれる記録会となっている。

### 本大会で生まれた主な記録（男子10000m）
| 2011                 | 宮脇千博 | トヨタ自動車   | 27分41秒57 | 日本歴代6位 |
| 2011                 | 宇賀地強 | コニカミノルタ | 27分40秒69 | 日本歴代4位 |
| 2014                 | 鎧坂哲哉 | 旭化成         | 27分38秒99 | 日本歴代5位 |
| 2015                 | 鎧坂哲哉 | 旭化成         | 27分29秒74 | 日本歴代2位 |
| 2015                 | 村山紘太 | 旭化成         | 27分29秒69 | 日本記録    |
| 歴代記録は当時の順位 |          |                |            |             |

## 運営
- 主催 : 東日本実業団陸上競技連盟、八王子市陸上競技協会
- 主管 : 八王子市陸上競技協会
- 後援 : 東京陸上競技協会
- 協力 : 法政大学陸上競技部
- 運営協力 : コニカミノルタ陸上競技部